# Столичная
„Столичная“ е марка водка, произвеждана в Москва. Получава се от пшенични и ръжени зърна от Тамбов, град, разположен в черноземния регион на Русия. Този регион е известен като „Хлебната кошница“ на страната и има дълга история на производство на зърно и водка. Тази смес от зърна е това, което придава на „Столичная“ нейния пикантен завършек, нещо уникално за руските водки.

## Маркетинг
„Столичная“ поема инициативата да информира своите клиенти за новите си продукти чрез текстови съобщения (SMS).